# Théâtre Louvois
Pour les articles homonymes, voir Opéra de Paris.
Le théâtre Louvois est une ancienne salle de spectacle parisienne située au 6, rue de Louvois, dans le 2e arrondissement. Inaugurée en 1791 et fermée en 1825, elle servit de salle d'opéra de février 1820 à août 1821.

## Historique
- 1791 : construction par Francescal sur des plans de Brongniart. Inauguration le 16 août sous le nom de « théâtre des Amis de la Patrie », direction Lomel ;
- 1796 : direction Mlle Raucourt ;
- du 25 décembre 1796 au 3 septembre 1797, devient le Théâtre des Troubadours
- 1798 : devient le « théâtre Louvois » ;
- 1801 : direction Louis-Benoît Picard ;
- 1805 : devient le « théâtre de l'Impératrice » ;
- 1808 : fermeture sur ordre de Napoléon ; il sert de magasin à l'Académie royale de musique, alors située en face ; la communication entre les deux bâtiments se fait par un pont en fer au-dessus de la rue Louvois ;
- 1820 : après la fermeture de la salle Richelieu, le théâtre est utilisé pour deux représentations[1] comme salle d'opéra par l'Académie royale de musique, en attente de l'inauguration de sa nouvelle salle rue Le Peletier ;
- 1825 : fermeture de la salle ;
- 1899 : démolition[2].

## Sources
- Albert de Lasalle, Les Treize Salles de l'Opéra, librairie Sartorius, 1875 (chapitre X : Salle Favart (1820), p. 234)
- Jacques Hillairet, Dictionnaire historique des rues de Paris, vol. 2, 8e édition, Les Éditions de minuit, 1985,  (ISBN 2-7073-1054-9)